# Repetitive DNA
Als repetitive DNA bzw. repetitive DNA-Elemente werden DNA-Bereiche im Erbgut bezeichnet, deren Sequenz aus sich wiederholenden Abschnitten besteht. Hier soll eine Zusammenfassung und Übersicht der Bezeichnungen dargestellt werden, nähere Beschreibungen finden sich unter den Links.

## Einteilung
| Name                               | Abk. | Basenpaare  | Wiederholungen |
| ---------------------------------- | ---- | ----------- | -------------- |
| Satelliten-DNA                     |      | 0002 – 0100 | 0010 – 1000    |
| Short tandem repeat                | STR  | 0002 – 0010 | 0010 – 1000    |
| Mikrosatellit                      |      | 0002 – 0004 | 0010 – 1000    |
| Minisatellit                       |      | 0010 – 0100 | 0004 – 0040    |
| Long Terminal Repeat               | LTR  | 0200 – 0600 |                |
| Short interspersed nuclear element | SINE | 0100 – 0500 |                |
| Long interspersed nuclear element  | LINE | 6000 – 7000 |                |
| Variable number tandem repeat      | VNTR |             |                |

### Satelliten-DNA
Satelliten-DNA findet sich häufig in Zentromer und Telomerbereichen.
sehr kurze Abschnitte:
Short tandem repeats:
Eine Abfolge von 2-10 Basenpaaren die sich 10 bis 1000 mal wiederholt.
Untergruppe der STRs: Mikrosatelliten 2-4 Basenpaare lang.
kurze Abschnitte:
Minisatelliten:
Eine Abfolge von 10 bis 100 Basenpaaren, die sich 4-40 mal wiederholt.

### SINEs und LINEs
SINEs und LINEs sind relativ gleichverteilt über die Chromosomen zu finden.
SINEs (Short interspersed nuclear elements) sind 100-500 Basenpaare lang,
LINEs (Long interspersed nuclear elements) sind 6000–7000 Basenpaare lang.

### CRISPR
In den meisten Prokaryoten befinden sich CRISPR-Abschnitte repetitiver DNA, die bis zu 1 % des Genoms ausmachen. Diese bilden einen Mechanismus, der dem Prokaryoten Immunität gegen Bakteriophagen und andere Fremd-DNA verschaffen kann.